# Neoregelia eltoniana
Neoregelia eltoniana là một loài thực vật có hoa trong họ Bromeliaceae. Loài này được W.Weber mô tả khoa học đầu tiên năm 1983.